# Johann Gottlob Judersleben

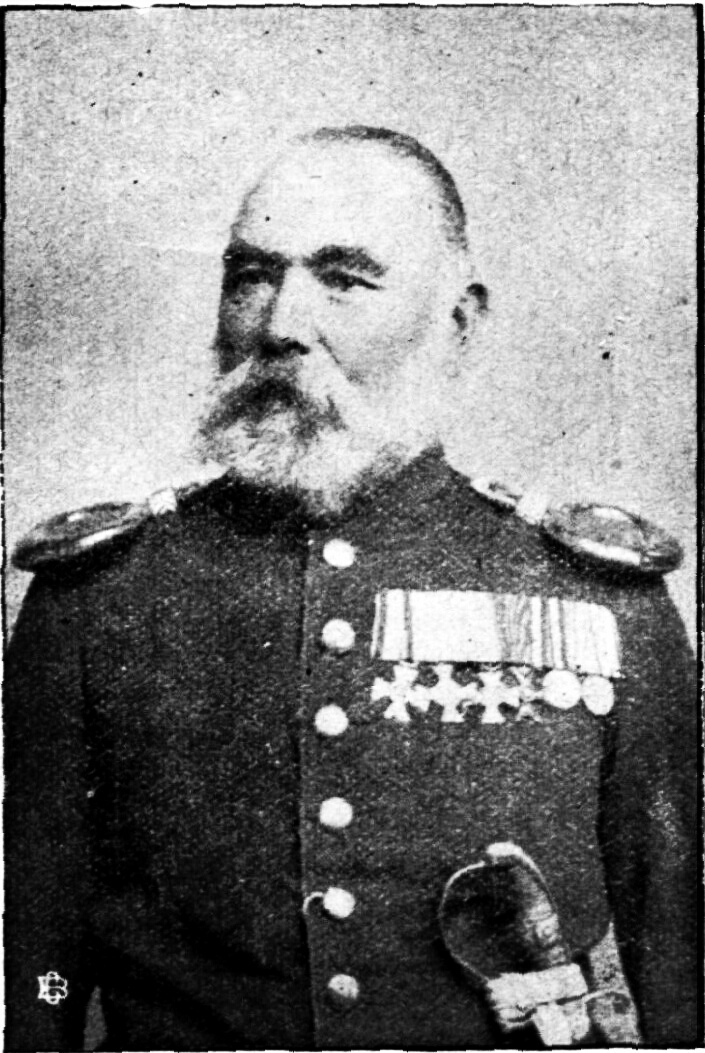
Judersleben

Johann Gottlob Judersleben (* 16. November 1830 in Flemmingen (Naumburg); † 6. März 1905 in Lübeck) war zuerst Unteroffizier, später Offizier in der Preußischen Armee. Er trieb die Entwicklung der Lübecker Krieger-Sanitätskolonne voran und war Vorsitzender des Lübeckischen Kriegerverbandes.

## Leben

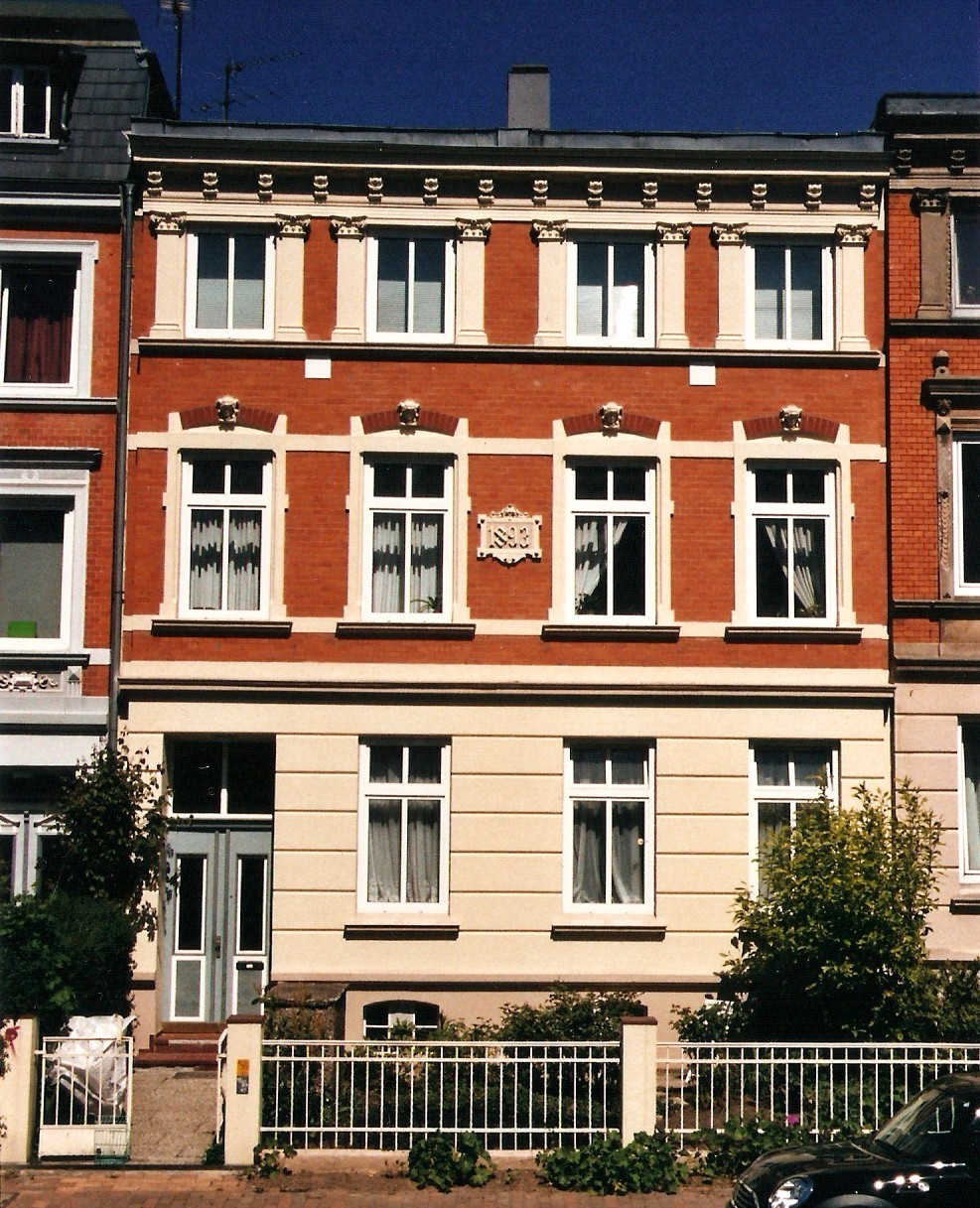
Wohnsitz in Lübeck

Im Alter von 17 Jahren trat Judersleben in das Gardekorps der Preußischen Armee in Potsdam ein. Hier rückte er bis zum Sergeanten auf, bevor er mit der Beförderung zum Feldwebel nach Erfurt versetzt wurde. Dort wurde er Rechnungsführer. Als er danach nach Wahlstatt versetzt wurde, wurde er mit der ehrenvollen Einrichtung und Verwaltung des Kadettenhauses betraut. Während seiner dortigen Zeit gab es einen Kadetten der später Reichspräsident werden sollte – Paul von Hindenburg.
Im Deutschen Krieg war Judersleben Lazarett-Inspektor. Das tägliche Elend des Krieges vor Augen erkannte er den Wert eines gut organisierten Sanitätswesens sowie eines gut geschulten Sanitätspersonals. Der Schaffung und Förderung eines solchen galt fortan sein Streben.
Nach dem Krieg wurde er durch König Wilhelm I. zum Leutnant befördert und 1867 übertrug man Judersleben die Verwaltung des Kadettenhauses Plön. Im Jahre 1891 musste er aus gesundheitlichen Gründen seine Versetzung in den Ruhestand beantragen. Dem wurde entsprochen und Judersleben à la suite gestellt.
Nach seiner Versetzung in den Ruhestand siedelte er in die Freie und Hansestadt Lübeck (Blücherstraße 19) über. Hier widmete er sich zwei Aufgaben:

### Kriegervereine

Landes-Kriegerverband zu Lübeck

Zum einen setzte er sich für die Einigung der aus dem Militärdienst Ausgeschiedenen „im Getriebe der Großstadt“ ein. Er gründete 1894 den Verein ehem. Kameraden des Gardekorps und wurde dessen Vorsitzender, worauf weitere militärische Vereine errichtet wurden, wie z. B. der Kameradschaftsbund der 76er und 162er, der Verein ehem. Kavalleristen, Pioniere, Jäger, Artilleristen und anderer Truppenteile. Als sich diese Vereine unter Juderslebens tatkräftiger Mitwirkung zum Lübeckischen Kriegerverband zusammenschlossen, wurde Judersleben zum Vorsitzenden gewählt. Zugleich vertrat er Lübeck im Deutschen Kriegerbund.

### Sanitätskolonne
Zum anderen engagierte sich Judersleben in der Entwicklung der Lübecker Sanitätskolonne. Ihre Leistungsfähigkeit wurde der Öffentlichkeit mit Unterstützung des heimischen Infanterie-Regiments Nr. 162 alljährlich in einer Sanitätskolonnen-Übung vorgeführt.

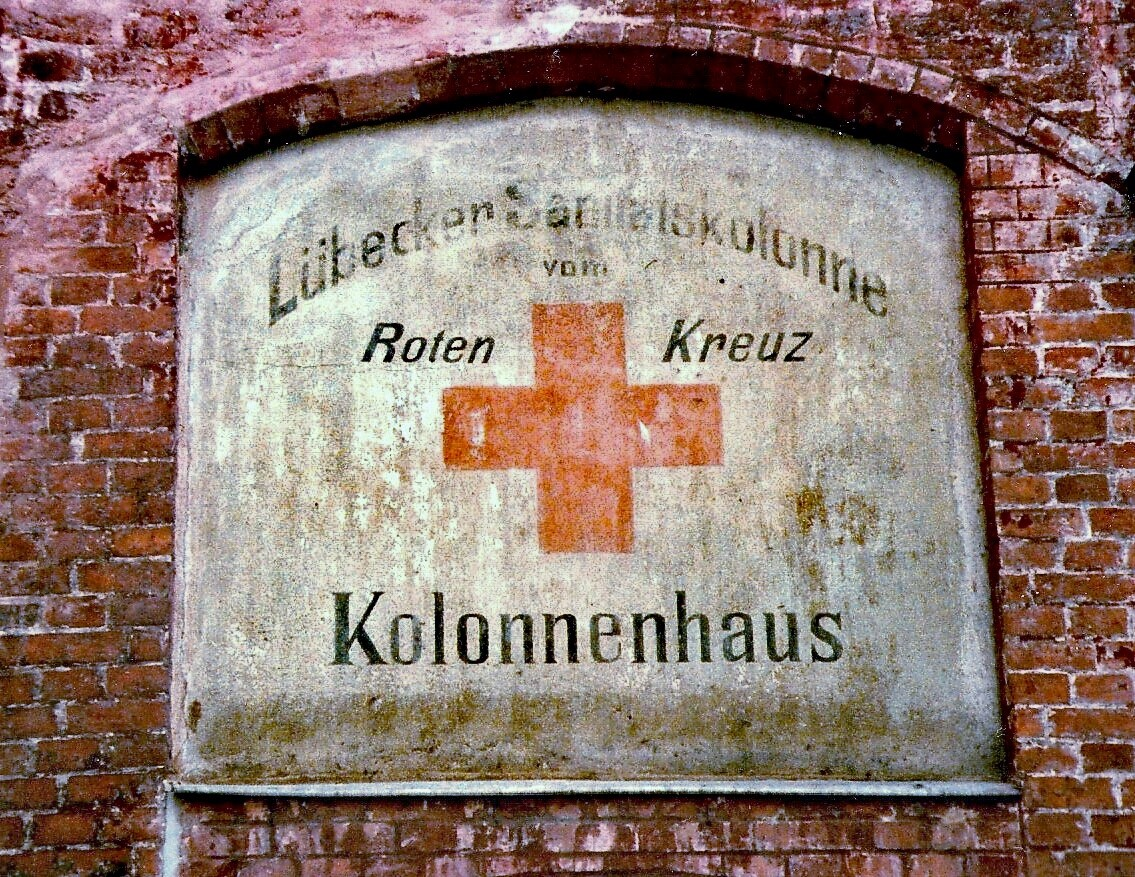
Lübecker Sanitätskolonne
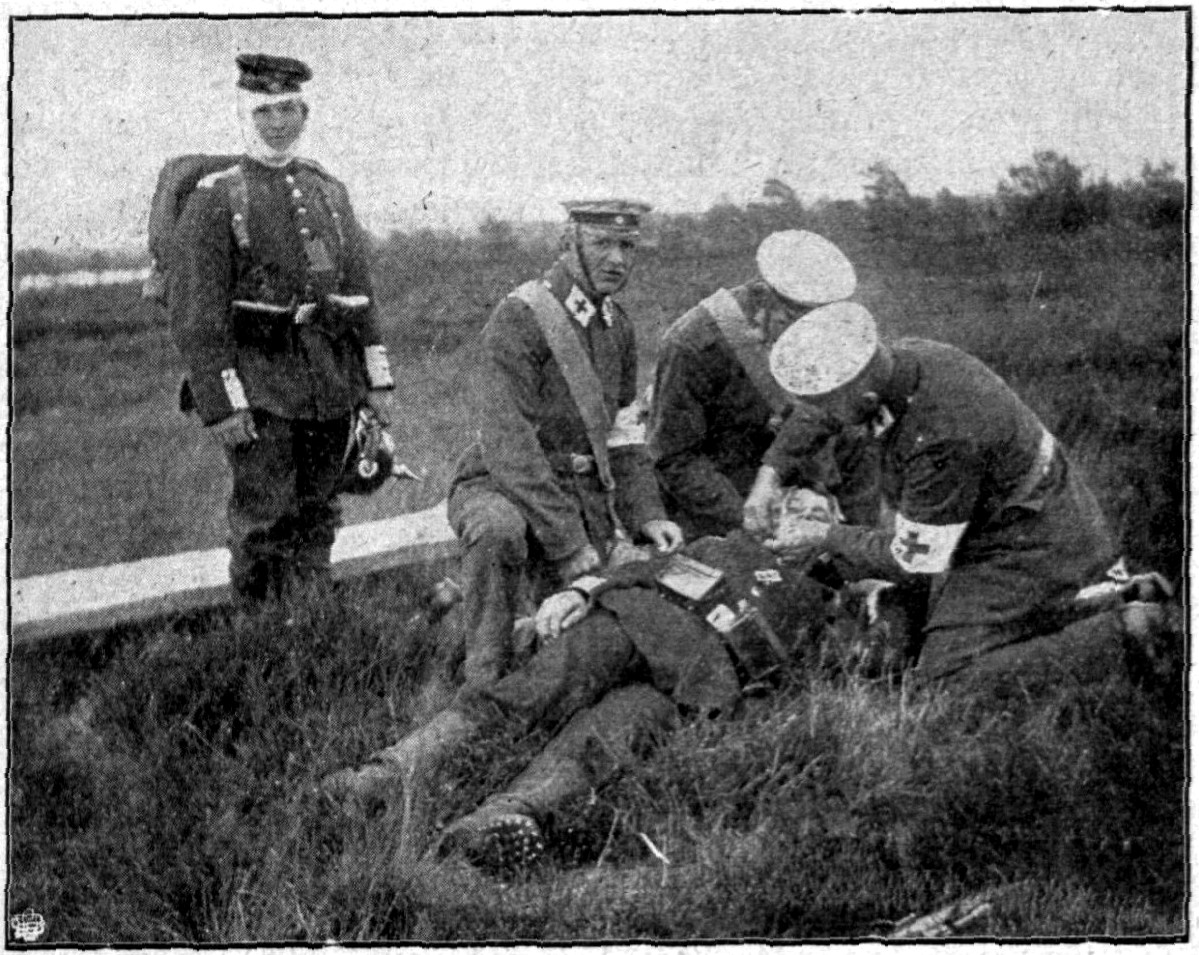
Bergen eines „Verwundeten“
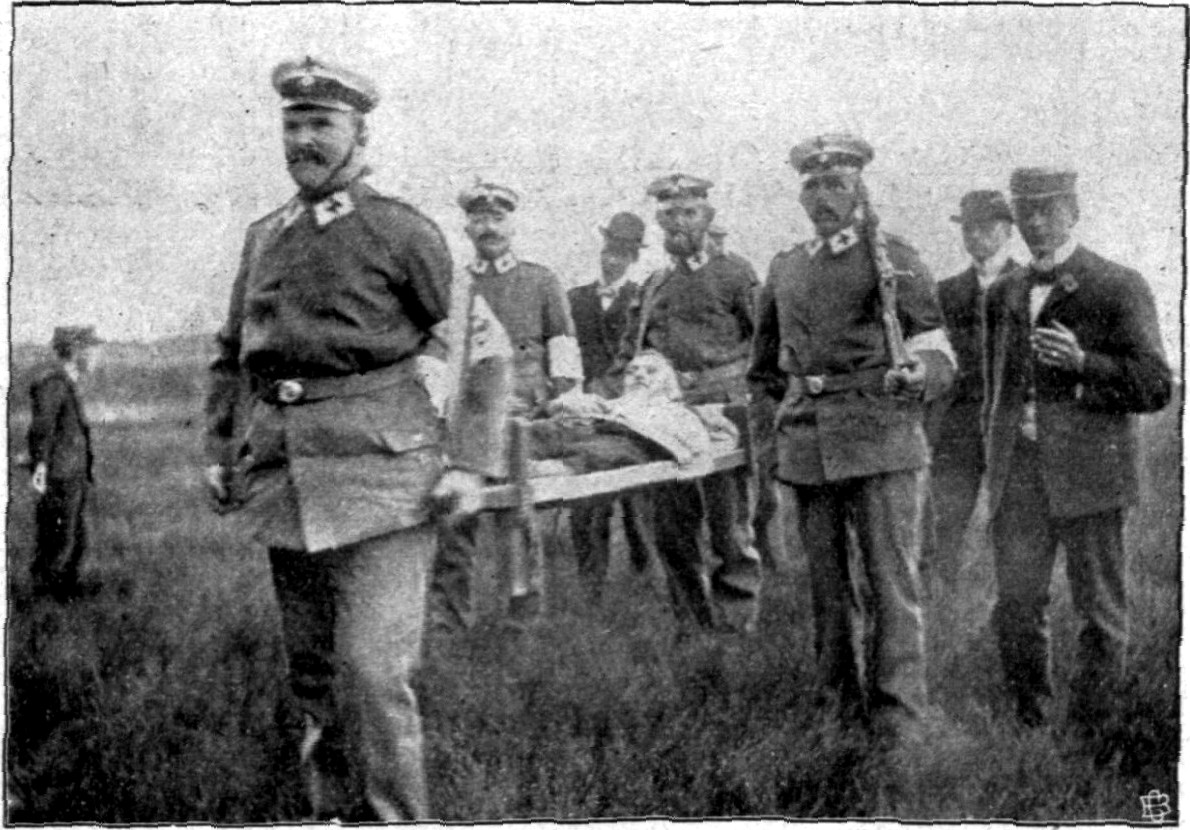
Transport
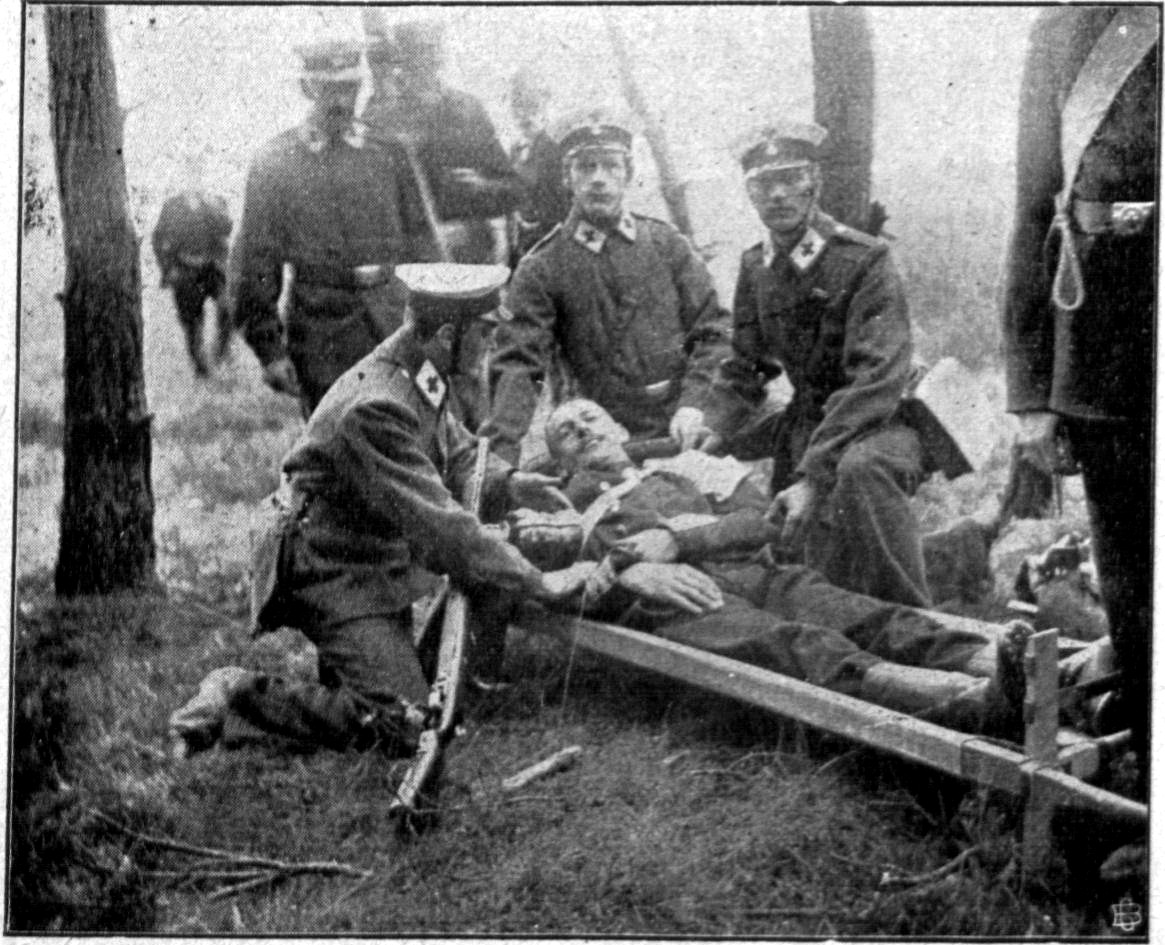
Rettung
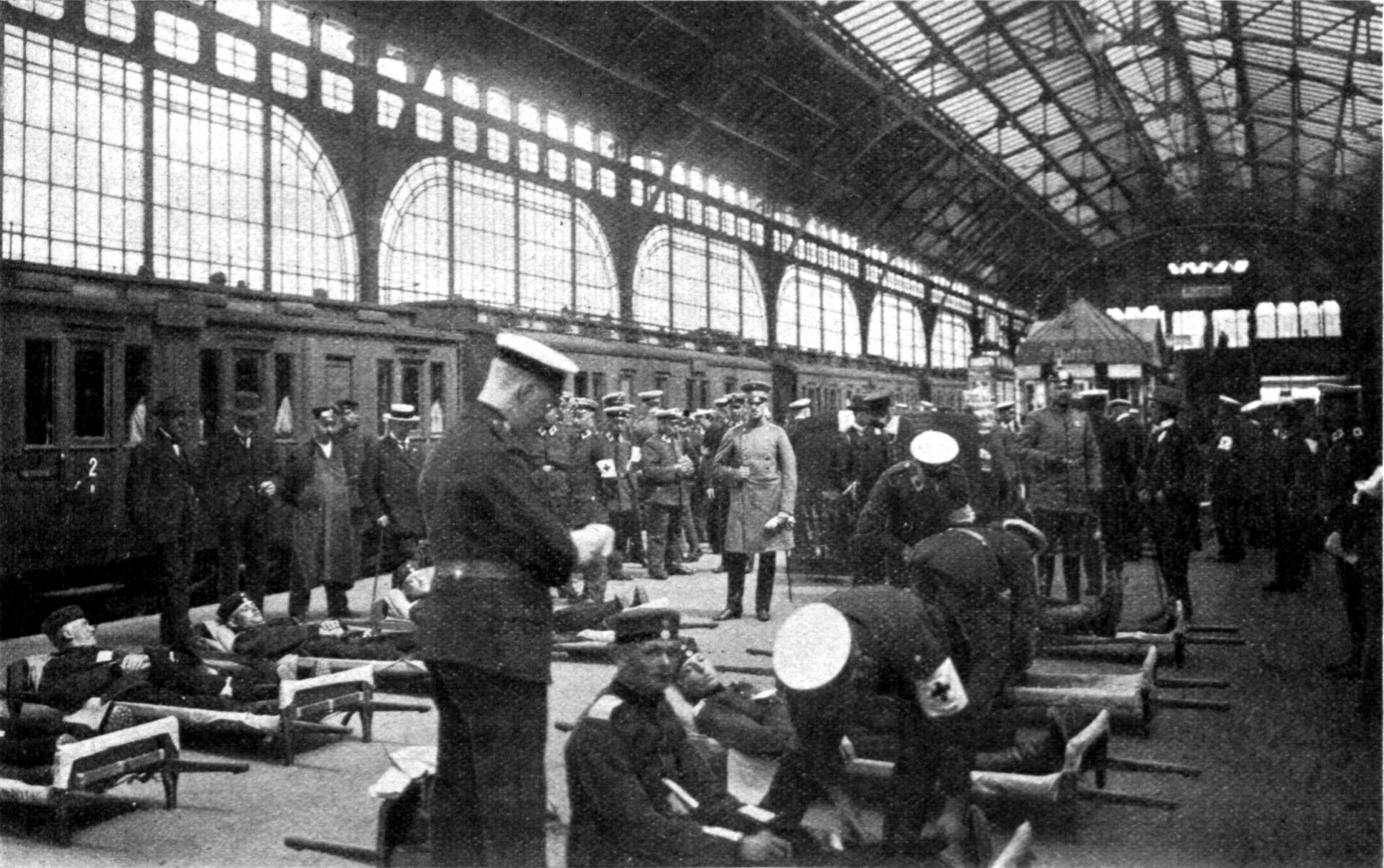
Lübecker Bahnhof
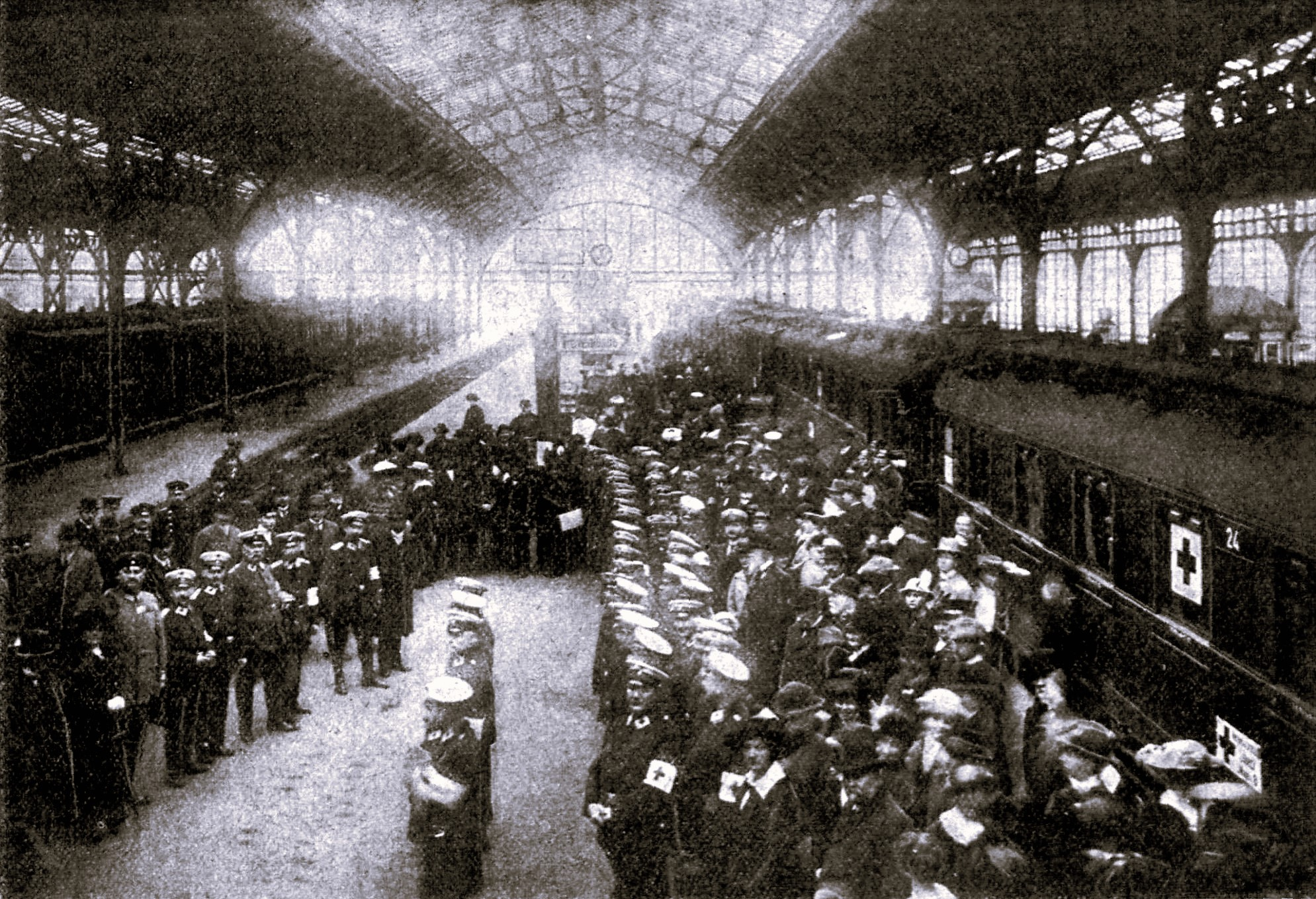
Abfahrt des Lazarettzuges

Ihre 1914 vorgeführte „neue Trage“ bewährte sich als „System Lübeck“ im Ersten Weltkrieg in Lazarettzügen und auf Hospitalschiffen.

## Tod und Beisetzung
Bei einem Aufenthalt in Berlin aufgrund einer Einladung des Deutschen Kriegerbundes stürzte Judersleben, wodurch sich sein Bruchleiden verschlimmerte. Die notwendig gewordene Operation in einem Lübecker Krankenhaus überstand er nicht.
Auf dem Burgtorfriedhof waren nach den Trauerfeierlichkeiten in der Garnisonskirche die Senatoren Emil Wolpmann (Vorsitzender des Lübecker Krankenhauses) und Johann Martin Andreas Neumann (stellv. Polizeiherr), Generalmajor Alexander von Linsingen (81. Infanterie-Brigade), Oberst Henry Neßler samt zahlreichen Offizieren des Infanterie-Regiments „Lübeck“ (3. Hanseatisches) Nr. 162, des Beurlaubtenstandes sowie der Landwehr, die Krieger-Sanitätskolonne und Abordnungen von 17 Vereinen. Einen Kranz vom Vorstand des Deutschen Kriegerbundes legte Vizeadmiral Heinrich Kühne nieder.

## Mitgliedschaften
- Verein ehem. Kameraden des Gardekorps
- Lübeckischer Kriegerverband

## Auszeichnungen
- Rote Kreuz-Medaille III. Klasse
- Ritterkreuz des Greifenordens
- Roter Adlerorden VI. Klasse
- Kronenorden IV. Klasse